# Aizuri-e
Aizuri-e (藍摺り絵?) significa letteralmente "immagini stampate in blu". Il termine solitamente si riferisce alle xilografie giapponesi, stampate interamente o prevalentemente in blu. Quando viene utilizzato anche un secondo colore, solitamente è il rosso. Anche se era utilizzato solo un tipo di inchiostro blu, le variazioni di luminosità e ombre (tono) possono essere ottenute tramite la sovrapposizione di più stampe di parti del disegno o tramite l'applicazione di una gradazione di inchiostro sulla xilografia (bokashi).

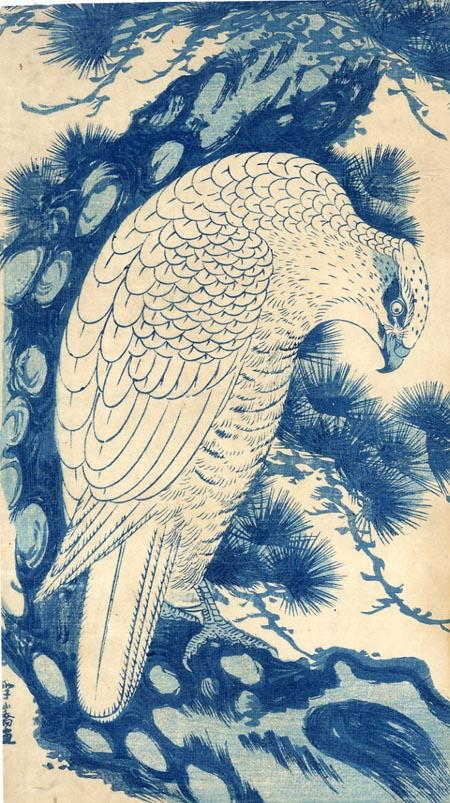
Falcone bianco su un pino, xilografia di Sawa Sekkyô

Lo sviluppo dell'aizuri-e è associato all'importazione del pigmento blu di Prussia dall'Europa a partire dagli '20 dell'Ottocento. Questo pigmento aveva un certo numero di vantaggi rispetto all'indaco o agli altri colorati usati precedentemente per creare il blu. Era più vivace, aveva una maggiore gamma di tonalità ed era molto più resistente allo sbiadimento. Dimostrò di essere particolarmente efficace nell'esprimere profondità e distanza, tanto che la sua popolarità potrebbe essere stata un fattore importante per l'affermazione del paesaggio puro come soggetto a sé per un nuovo genere di stampe ukiyo-e.
Le prime opere in aizuri-e le Trentasei vedute del Monte Fuji (1830) di Katsushika Hokusai, in particolare l'ormai famosa La grande onda di Kanagawa. Anche Utagawa Hiroshige utilizzò il blu di prussia ampiamente nelle sue stampe paesaggistiche. Altri artisti giapponesi di spicco che ne fecero uso erano Keisai Eisen, Utagawa Kunisada e Utagawa Sadahide.
Un tempo era diffusa la teoria che la produzione aizuri-e fosse iniziata in seguito alle leggi suntuarie del 1842, conosciute come riforme Tenpō, tuttavia questa teoria ormai perlopiù non è accettata.